# LC80
| QS-Informatik | Dieser Artikel wurde wegen inhaltlicher Mängel auf der Qualitätssicherungsseite der Redaktion Informatik eingetragen. Dies geschieht, um die Qualität der Artikel aus dem Themengebiet Informatik auf ein akzeptables Niveau zu bringen. Hilf mit, die inhaltlichen Mängel dieses Artikels zu beseitigen, und beteilige dich an der Diskussion! (+) Begründung: Überarbeitung notwendig. Knurrikowski (Diskussion) 10:58, 11. Apr. 2016 (CEST) |

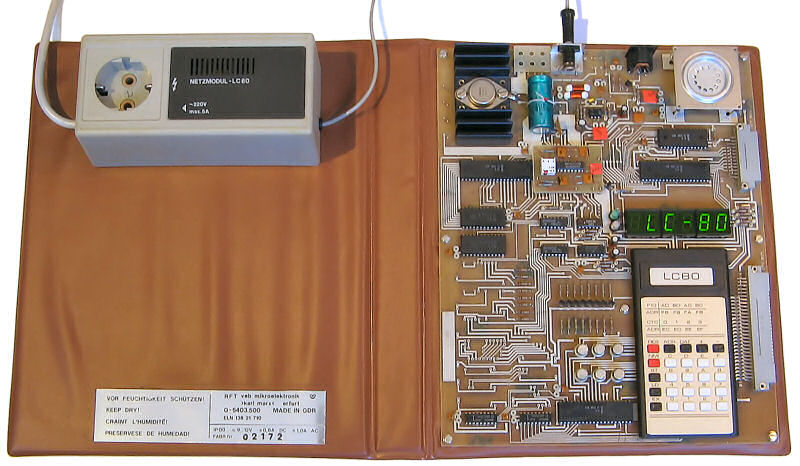
Der Lerncomputer mit Netzteil

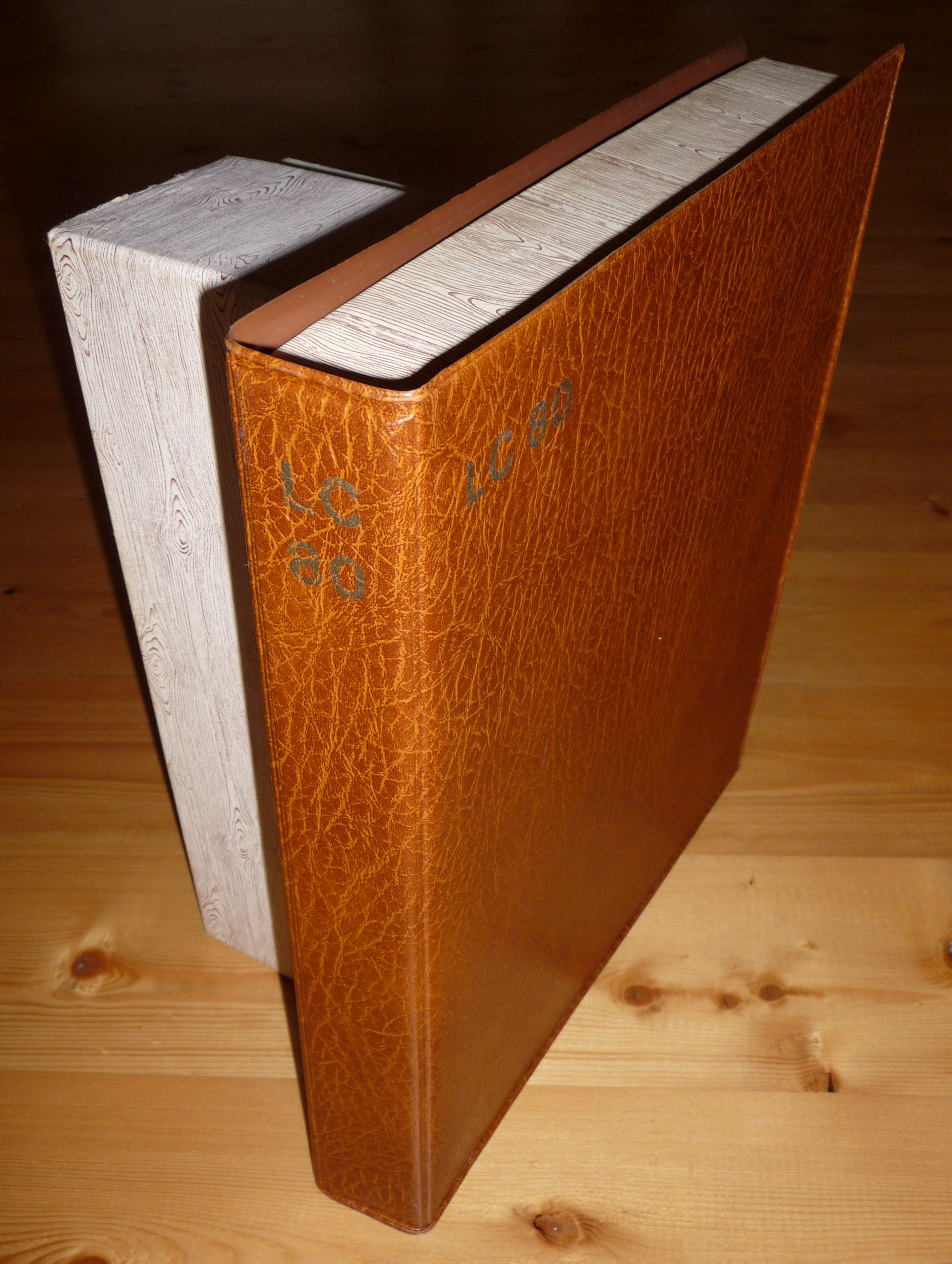
LC80 außen

Der Lerncomputer LC80 war ein in der DDR hergestellter Einplatinencomputer, der für Lehrzwecke vorgesehen war.

## Geschichte und Entwicklung
Entwickelt wurde der LC 80 ab 1983 in der Beratungs- und Informationsstelle Mikroelektronik Erfurt von einem Entwicklerkollektiv. Zur Frühjahresmesse 1984 konnte er der Öffentlichkeit vorgestellt werden. Wenig später war er im Handel, er war somit der erste Computer, den es in der DDR für die Bevölkerung zu kaufen gab.

„Der Lerncomputer LC 80 wurde von einem Kollektiv der Beratungs- und Informationsstelle Mikroelektronik des Bezirkes Erfurt in Zusammenarbeit mit der Konsumgüterabteilung des VEB Mikroelektronik „Karl Marx“ Erfurt in einem sehr kurzen Zeitraum entwickelt. Er wurde so konzipiert, daß einem breiten Anwenderkreis ein möglichst preiswertes Gerät zur Verfügung gestellt wird, das eine praxisnahe Nutzung der Mikroprozessortechnik ermöglicht. Als Nutzer kommen Ober- und Berufsschüler, Studenten der Fachrichtung Elektrotechnik/Elektronik, BMSR-Techniker und andere Interessierte infrage. Der LC 80 bietet ein nahezu unbegrenztes Anwendungsfeld, das von Hobby, Schule, Aus- und Weiterbildung bis zur Nutzung für kleine industrielle Steuerungen reicht.“

Der LC80 war mit einem 2k ROM bestückt, darin ein Programm "Monitor", welches die hexadezimale Eingabe und Anzeige von Speicherinhalten ermöglichte. Es gab fünf Steckplätze, die der Nutzer mit weiteren ROM oder EPROM Chips bestücken konnte. Auch der RAM konnte von einem bis auf vier kByte aufgerüstet werden.
Jedes Programm musste im Maschinencode über die Tastatur eingetippt werden. Zur Wiederverwendung konnte es auf Magnetband gespeichert werden. Die relativ konstante Taktfrequenz ermöglichte Anwendungen wie z. B. Melodiewecker.
Am kleinen Steckverbinder (rechts oben) standen 12 programmierbare Anschlüsse eines PIO U855D und vier Kanäle des Timers CTC U857D für Steuerungsaufgaben zur Verfügung. An den großen Steckverbinder (rechts unten) waren alle Bussignale der CPU U880D herausgeführt, was vielfältige Eigenbau-Erweiterungen ermöglichte.
Die Produktion endete wohl um 1986/87.

### Export
Womöglich durch eine Anfrage aus dem NSW (Großbritannien) wurde die Entwicklung einer Export-Variante angestoßen.
Diese unterschied sich vom herkömmlichen LC80 in folgenden Punkten:
- Holzgehäuse
- 12 KB ROM
- 4 KB RAM
- Tastaturschablone für Schachprogramm SC-80 (ähnlich dem SC2)

Wahrscheinlich wurde diese Variante nie in Serie produziert.

## Hardware
Programmiert wurde er durch die Eingabe hexadezimalen Maschinencodes über eine fest eingebaute Taschenrechner-Tastatur. Speichern und laden war via Kassette oder EPROM möglich.

### Weitere technische Eckdaten des LC80
- Tastatur: 25-stellig (16 Hexadezimal-, 9 Funktionstasten)
- optionale Ein-/Ausgabe:
  - Magnetbandinterface
  - 12 programmierbare Ein-/Ausgänge, 4 Handshake-Leitungen und 7 CTC-Leitungen
  - CPU-BUS (ungepuffert)
- Betriebsspannung: 8,5…12 V AC / 10…13 V DC

## Zubehör
Es gab auch Zubehör zu kaufen wie:
- Netzteil
- IC-Tester
- Datasette bzw. Kassettenrekorder

## Software
Bis auf das Betriebssystem war keinerlei Software im Lieferumfang enthalten. Lediglich im Handbuch und in einschlägigen Zeitschriften wie rfe, Funkamateur usw. wurden gelegentlich Listings abgedruckt. Es gab Schaltkreistester, Spiele, Synthesizer, Morseprogramme und mehr. Für den geplanten Export war sogar ein (integriertes) Schachprogramm vorgesehen.